# Italia ai XIII Giochi paralimpici estivi
L'Italia ha partecipato ai XIII Giochi paralimpici estivi, svoltisi a Pechino dal 6 al 17 settembre 2008, con una delegazione di 84 atleti concorrenti in 12 discipline. I portabandiera azzurri sono stati Cecilia Camellini e Francesca Porcellato (durante la cerimonia d'apertura) e Fabio Triboli (durante quella di chiusura). Gli azzurri si sono aggiudicati complessivamente 18 medaglie: 4 ori, 7 argenti e 7 bronzi.

## Medaglie
| Riepilogo quotidiano | Riepilogo quotidiano | Riepilogo quotidiano | Riepilogo quotidiano | Riepilogo quotidiano | Riepilogo quotidiano |
| -------------------- | -------------------- | -------------------- | -------------------- | -------------------- | -------------------- |
| Giorno               | Data                 |                      |                      |                      | Totale               |
| 1º                   | 6                    | —                    | —                    | —                    | —                    |
| 2º                   | 7                    | 0                    | 0                    | 0                    | 0                    |
| 3º                   | 8                    | 0                    | 0                    | 1                    | 1                    |
| 4º                   | 9                    | 1                    | 0                    | 0                    | 1                    |
| 5º                   | 10                   | 0                    | 1                    | 1                    | 2                    |
| 6º                   | 11                   | 1                    | 0                    | 0                    | 1                    |
| 7º                   | 12                   | 0                    | 2                    | 1                    | 3                    |
| 8º                   | 13                   | 1                    | 1                    | 1                    | 3                    |
| 9º                   | 14                   | 1                    | 2                    | 0                    | 3                    |
| 10º                  | 15                   | 0                    | 1                    | 1                    | 2                    |
| 11º                  | 16                   | 0                    | 0                    | 0                    | 0                    |
| 12º                  | 17                   | 0                    | 0                    | 2                    | 2                    |
| Totale               | Totale               | 4                    | 7                    | 7                    | 18                   |

### Medagliere per discipline
| Discipline       | Oro | Argento | Bronzo | Totale |
| ---------------- | --- | ------- | ------ | ------ |
| Ciclismo         | 2   | 1       | 3      | 6      |
| Nuoto            | 1   | 2       | 0      | 3      |
| Canottaggio      | 1   | 0       | 0      | 1      |
| Tennistavolo     | 0   | 2       | 1      | 3      |
| Tiro con l'arco  | 0   | 2       | 1      | 3      |
| Atletica leggera | 0   | 0       | 1      | 1      |
| Scherma          | 0   | 0       | 1      | 1      |
| Totale           | 4   | 7       | 7      | 18     |

### Medaglie d'oro
| Medaglia | Nome                                                                                 | Disciplina  | Evento                                | Data  |
| -------- | ------------------------------------------------------------------------------------ | ----------- | ------------------------------------- | ----- |
| Oro      | Paolo Viganò                                                                         | Ciclismo    | Inseguimento individuale maschile LC4 | 9/09  |
| Oro      | Paola Protopapa Luca Agoletto Daniele Signore Graziana Saccocci Alessandro Franzetti | Canottaggio | Quattro con Misti LTA                 | 11/09 |
| Oro      | Fabio Triboli                                                                        | Ciclismo    | Corsa in linea maschile LC1/LC2/CP4   | 13/09 |
| Oro      | Maria Poiani Panigati                                                                | Nuoto       | 50 metri stile libero femminili S11   | 14/09 |

### Medaglie d'argento
| Medaglia | Nome                                                        | Disciplina      | Evento                               | Data  |
| -------- | ----------------------------------------------------------- | --------------- | ------------------------------------ | ----- |
| Argento  | Pamela Pezzutto                                             | Tennistavolo    | Singolare femminile classi 1/2       | 10/09 |
| Argento  | Vittorio Podestà                                            | Ciclismo        | Chilometro da fermo maschile HCB     | 12/09 |
| Argento  | Cecilia Camellini                                           | Nuoto           | 100 metri stile libero femminili S11 | 12/09 |
| Argento  | Alberto Simonelli                                           | Tiro con l'arco | Arco composito maschile              | 13/09 |
| Argento  | Marco Vitale                                                | Tiro con l'arco | Arco ricurvo maschile W1/W2          | 14/09 |
| Argento  | Cecilia Camellini                                           | Nuoto           | 50 metri stile libero femminili S11  | 14/09 |
| Argento  | Michela Brunelli Federica Cudia Pamela Pezzutto Clara Podda | Tennistavolo    | A squadre femminile classi 1/3       | 15/09 |

### Medaglie di bronzo
| Medaglia | Nome                                           | Disciplina       | Evento                                 | Data  |
| -------- | ---------------------------------------------- | ---------------- | -------------------------------------- | ----- |
| Bronzo   | Fabio Triboli                                  | Ciclismo         | Inseguimento individuale maschile LC1  | 8/09  |
| Bronzo   | Clara Podda                                    | Tennistavolo     | Singolare femminile classi 1/2         | 10/09 |
| Bronzo   | Fabio Triboli                                  | Ciclismo         | Chilometro da fermo maschile LC1       | 12/09 |
| Bronzo   | Giorgio Farroni                                | Ciclismo         | Corsa in linea mista CP1/CP2           | 13/09 |
| Bronzo   | Oscar De Pellegrin Mario Esposito Marco Vitale | Tiro con l'arco  | Ricurvo a squadre maschile             | 15/09 |
| Bronzo   | Walter Endrizzi                                | Atletica leggera | Maratona maschile T46                  | 17/09 |
| Bronzo   | Alberto Pellegrini                             | Scherma          | Sciabola individuale maschile Cat. "A" | 17/09 |

### Plurimedagliati
| Nome              | Disciplina      | Oro | Argento | Bronzo | Totale |
| ----------------- | --------------- | --- | ------- | ------ | ------ |
| Fabio Triboli     | Ciclismo        | 1   | 0       | 2      | 3      |
| Cecilia Camellini | Nuoto           | 0   | 2       | 0      | 2      |
| Pamela Pezzutto   | Tennistavolo    | 0   | 2       | 0      | 2      |
| Clara Podda       | Tennistavolo    | 0   | 1       | 1      | 2      |
| Marco Vitale      | Tiro con l'arco | 0   | 1       | 1      | 2      |